# Historischer Verein für Ermland

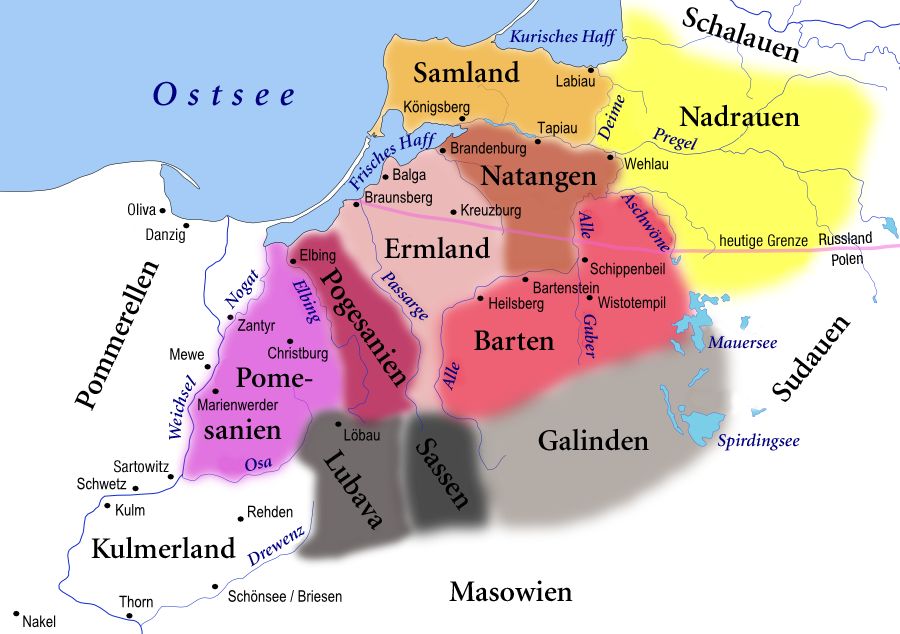
Ermland (altpreußische Landschaften im 13. Jahrhundert)

Der Historische Verein für Ermland (HVE) ist eine historische Gesellschaft, die sich der Erforschung der Geschichte des Ermlandes (lateinisch und polnisch: Warmia) widmet.

## Geschichte
Der Verein wurde am 29. Oktober 1856 in Frauenburg, dem Sitz des Bischofs von Ermland, gegründet. Die Anregung dazu hatte unter anderem Wilhelm Junkmann gegeben. An der Gründung beteiligt waren die Professoren des Lyceum Hosianum in Braunsberg Anton Eichhorn, Joseph Bender und Andreas Thiel, außerdem der Archivar des Bistumsarchivs, Martin Saage, und Domvikar Carl Peter Woelky. 1857 begannen Wölky und Saage mit der Arbeit am Ermländischen Urkundenbuch (Codex diplomaticus Warmiensis). 1858 erschien das erste Heft der Zeitschrift für die Geschichte und Altertumskunde Ermlands.
1902 begann der Verein, Studientage und Lehrabende in ermländischen Städten (Wormditt, Guttstadt, Allenstein, Heilsberg und Braunsberg) durchzuführen und in den 1920er Jahren auch Lehrgänge zur Heimatkunde als Lehrerfortbildung. Am 24. Mai 1943 richtete der Verein die Feierlichkeiten im Frauenburger Dom zum 400. Todestag von Nikolaus Kopernikus aus.
Nach der Flucht und Vertreibung aus dem Ermland beschloss der Ermländerrat unter Vorsitz von Kapitularvikar Arthur Kather die Wiederbegründung des Vereins. Seit 1955 hat der Verein seinen Sitz in Münster, der Patenstadt von Braunsberg.
Langjähriger Vorsitzender des Vereins war Hans Schmauch. Im Jahr 1989 übernahm Hans-Jürgen Karp, in der Nachfolge von Brigitte Poschmann (1932–2008), den Vorsitz. Seit Herbst 2009 ist der Historiker Hans-Jürgen Bömelburg Vorsitzender des HVE.

## Bibliothek
Die Bibliothek des Vereins war bis Ende 2008 im Ermlandhaus der Katharinenschwestern in Münster untergebracht. 2009 wurde sie in die Martin-Opitz-Bibliothek in Herne überführt, wo sie als separater Bestand aufgestellt ist.

## Publikationen
- Zeitschrift für die Geschichte und Altertumskunde Ermlands (ZGAE) (Digitalisate)
- Monumenta historiae Warmiensis (oder Quellensammlung zur Geschichte Ermlands)
- Codex Diplomaticus Warmiensis (Regesten und Urkunden zur Geschichte Ermlandes)